# Oxford Circus

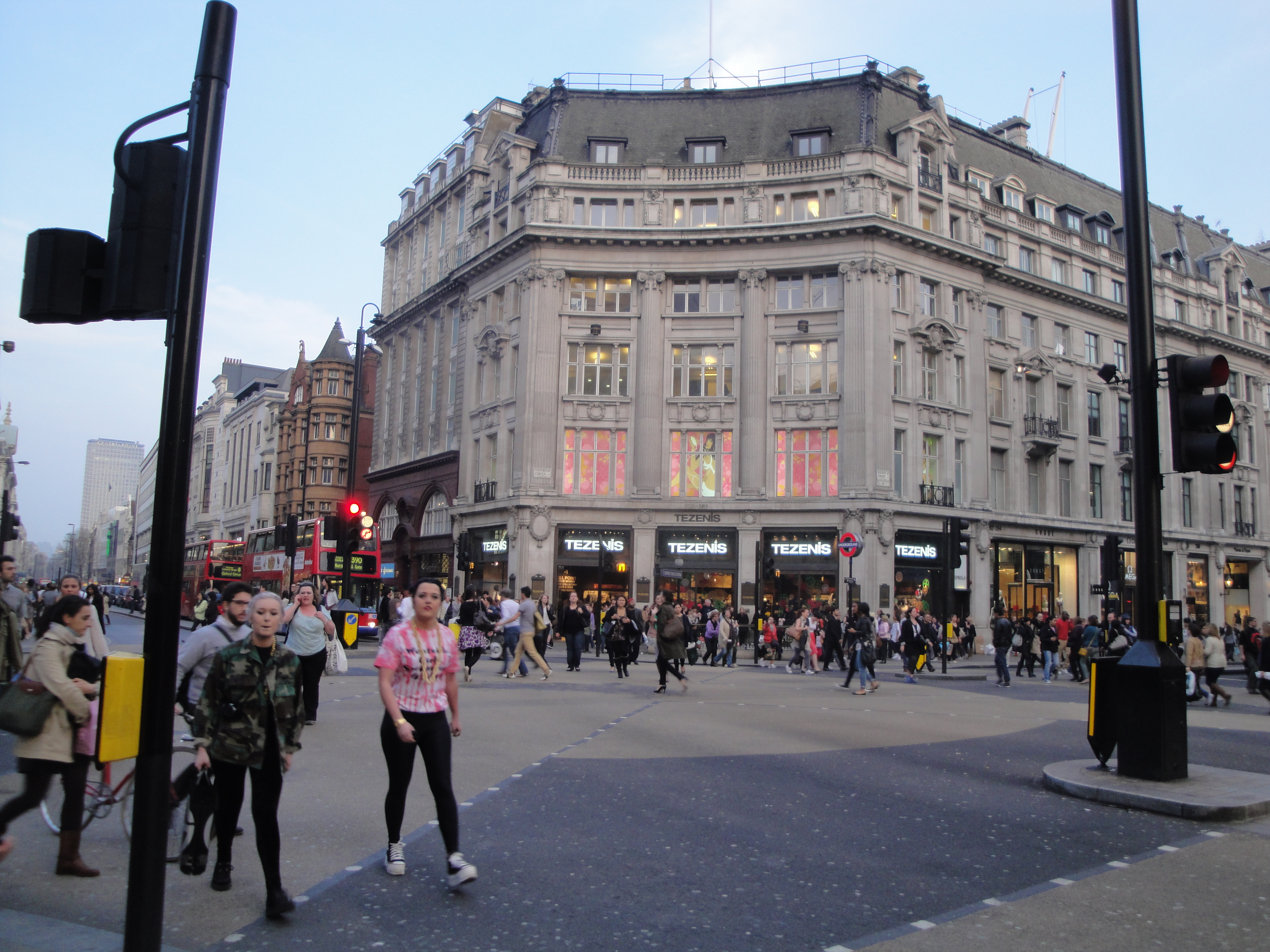
Oxford Circus

Oxford Circus là một nút giao thông trên phố Oxford thuộc West End ở thành phố Westminster của thủ đô Luân Đôn. Đây là ngã tư nối liền bốn con đường chính gồm Phố Oxford, Phố Regent, Phố Bond và Phố Portland.
Oxford Circus mở cửa vào năm 1819 như một phần của sự phát triển quy hoạch đô thị dưới thời kiến trúc sư John Nash, và ban đầu được gọi là Regent Circus North. Do đây là một ngã tư trên phố Oxford tấp nập người đi bộ qua lại nhất ở Luân Đôn, giao thông thường xuyên bị hạn chế đối với xe buýt và xe taxi.

## Giao thông
Vào cuối năm 2000, Oxford Circus có khối lượng người đi bộ qua lại cao nhất được ghi nhận tại Luân Đôn. Vào thời điểm nhộn nhịp nhất, hơn 40,000 người đi bộ mỗi giờ đi qua ngã tư Oxford Circus, bao gồm cả những người đến khu vực nhà ga. Lưu lượng giao thông trung bình là khoảng 2,000 xe mỗi giờ trong tuần và ngã tư hoạt động với công suất gần như hầu hết thời gian trong ngày với hàng đợi thường xuyên, đặc biệt là phía tây dọc theo Phố Oxford. 24 tuyến xe buýt đi qua ngã tư và hơn 400 chiếc xe buýt hoạt động qua tuyến đường trong ngày. Có các điểm dừng xe buýt trong vòng 200 mét trên mỗi nhánh của đường ngang.
Vào năm 2009, Vận tải Hành khách Luân Đôn (Transport for London) đã thiết kế lại giao lộ để tạo điều kiện cho người đi bộ qua lại. Nút giao thông kẻ đường hình chữ X khánh thành vào tháng 11, và được công bố bởi Thị trưởng Thành phố Luân Đôn Sadiq Khan và Thủ tướng Anh, ông Boris Johnson; người đánh một chiếc chiêng khánh thành đã gọi kế hoạch này là "Dự án này là một chiến thắng cho kỹ thuật của Anh, sự đổi mới từ Nhật Bản và ý thức chung tốt thời xưa".
Nút giao thông mới được lấy ý tưởng dựa trên ngã sáu của giao lộ Shibuya ở Tokyo, được đầu tư khoảng 5 triệu bảng Anh. Đề án đã bổ sung thêm 312 mét vuông (3.360 foot vuông) không gian dành cho người đi bộ và loại bỏ vạch kẻ đường cũ, tăng thêm 70% công suất cho làn đường băng qua.
Lý thuyết chữ X bằng cách cho phép người đi bộ đi chéo đến nơi nhanh hơn, thay vì băng qua hai làn đường; Oxford Circus sẽ trở nên ít bị tắc nghẽn hơn với người mua sắm, khách du lịch và người đi lại.

## Trạm ga

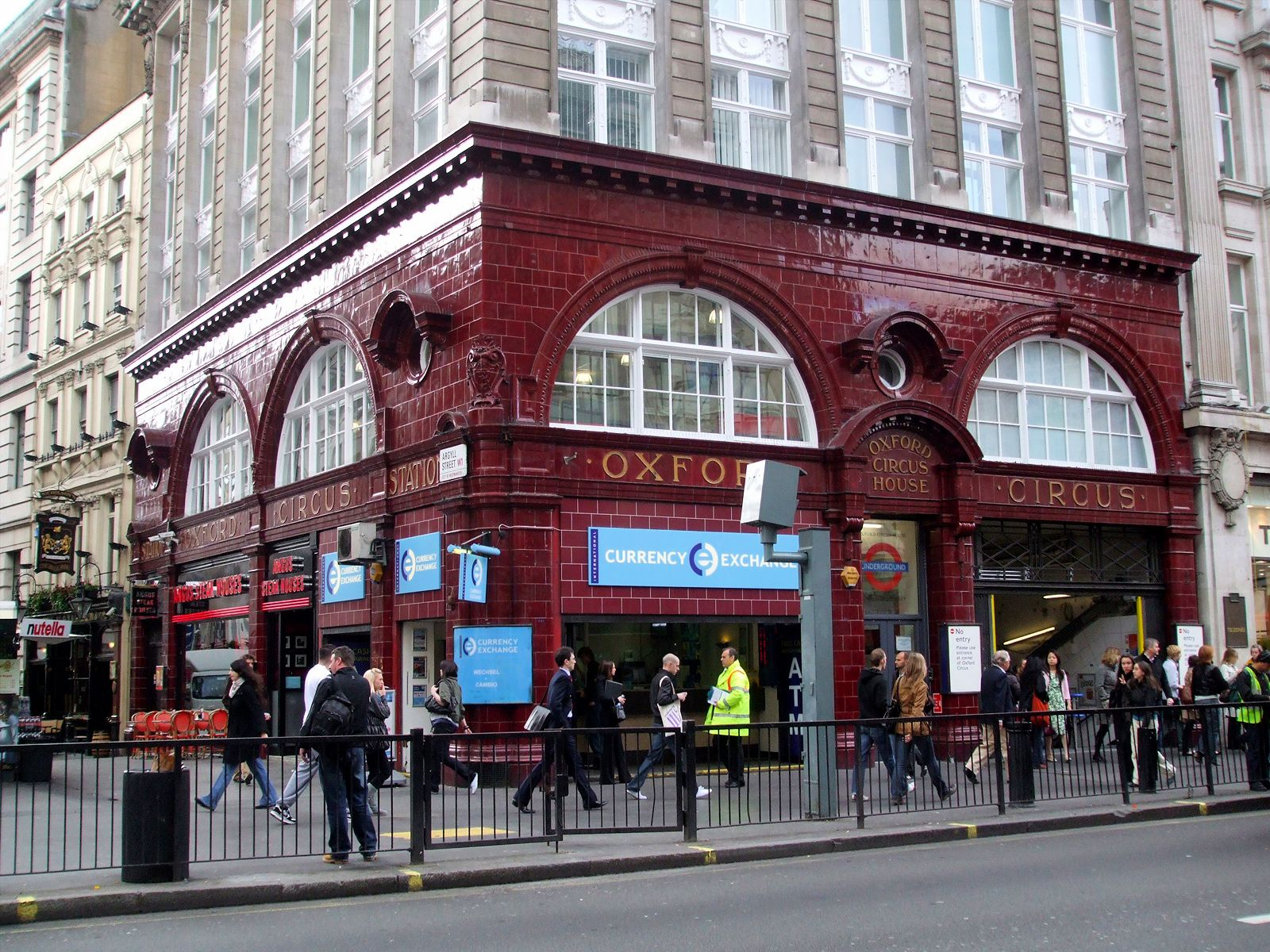
Lối vào tòa nhà là trạm Oxford Circus, tuyến Bakerloo trên phố Oxford

Tính đến năm 2018, đây là ga bận rộn thứ ba trên hệ thống Tàu điện ngầm Luân Đôn. Trạm ga Oxford Circus là trạm chính được khai trương vào ngày 30 tháng 7 năm 1900 và tuyến Bakerloo vào ngày 10 tháng 3 năm 1906. Cả hai dòng ray đều được xếp hạng II. 
Nhà ga được xây dựng lại vào năm 1912 để giảm bớt tắc nghẽn.
Trạm ga Oxford phục vụ nhu cầu đi lại cho khu vực Phố Regent và Phố Oxford, với lối vào ở ngã tư giao lộ. Nhà ga là một nút giao giữa các tuyến Bakerloo và tuyến Victoria.